# Elías Figueroa
Elías Ricardo Figueroa Brander (født 25. oktober 1946 i Valparaíso, Chile) er en tidligere chilensk fodboldspiller, der gennem 1980'erne og 1990'erne spillede som midterforsvarer på Chiles landshold, samt hos flere sydamerikanske klubber, primært CA Peñarol og SC Internacional. Han blev i 2004 udvalgt til FIFA 100, en kåring af de 125 bedste nulevende fodboldspillere gennem historien, og blev også i både 1974, 1975 og 1976 kåret til Årets spiller i Sydamerika.
Figueroa blev uruguayansk mester med CA Peñarol i 1967 og 1968, brasiliansk mester med SC Internacional i 1975 og 1976 samt chilensk pokalvinder i 1977 og mester i 1978, begge gange med Palestino

## Landshold
Figueroa nåede i løbet af sin karriere at spille 70 kampe og score to mål for Chiles landshold, som han repræsenterede i årene mellem 1966 og 1982. Han var en del af den chilenske trup til både VM i 1966, VM i 1974 og VM i 1982, samt til Copa América i 1979.

## Titler
Uruguayansk mesterskab
- 1967 og 1968 med CA Peñarol

Brasiliansk mesterskab
- 1975 og 1976 med SC Internacional

Chilensk mesterskab
- 1978 med Palestino

Chilensk pokaltitel
- 1977 med Palestino